# Basquetebol nos Jogos Pan-Americanos de 2003 - Masculino

O Basquetebol nos Jogos Pan-Americanos de 2003 foi disputado no Palacio de los Deportes Virgilio Travieso Soto, em Santo Domingo, de 2 a 8 de Agosto de 2003..

## Torneio Masculino
| Grupo A                                           | Grupo B                                             |
| ------------------------------------------------- | --------------------------------------------------- |
| Brasil · Canadá · República Dominicana · México · | Argentina · Porto Rico · Estados Unidos · Uruguai · |

### Fase Preliminar

#### Grupo A
| Team                 | Pts | Pld | W | L | PF  | PA  | Diff |
| -------------------- | --- | --- | - | - | --- | --- | ---- |
| Brasil               | 6   | 3   | 3 | 0 | 271 | 227 | +44  |
| República Dominicana | 5   | 3   | 2 | 1 | 239 | 247 | –8   |
| Canadá               | 4   | 3   | 1 | 2 | 267 | 252 | +15  |
| México               | 3   | 3   | 0 | 3 | 209 | 260 | –51  |

August 2, 2003
| Brasil               | 92–78 | Canadá |
| República Dominicana | 72–67 | México |

August 3, 2003
| Brasil               | 87–72 | México |
| República Dominicana | 90–88 | Canadá |

August 4, 2003
| Canadá | 101–70 | México               |
| Brasil | 92–77  | República Dominicana |

#### Group B
| Team           | Pts | Pld | W | L | PF  | PA  | Diff |
| -------------- | --- | --- | - | - | --- | --- | ---- |
| Porto Rico     | 5   | 3   | 2 | 1 | 242 | 249 | –7   |
| Estados Unidos | 5   | 3   | 2 | 1 | 239 | 237 | +2   |
| Uruguai        | 4   | 3   | 1 | 2 | 228 | 244 | –16  |
| Argentina      | 3   | 3   | 1 | 2 | 252 | 231 | +21  |

August 2, 2003
| Porto Rico     | 89–72 | Uruguai   |
| Estados Unidos | 80–79 | Argentina |

August 3, 2003
| Uruguai    | 84–81 | Argentina      |
| Porto Rico | 86–85 | Estados Unidos |

August 4, 2003
| Estados Unidos | 74–72 | Uruguai    |
| Argentina      | 92–67 | Porto Rico |

### Fase Final
|  | 5-8th place        | 5-8th place        |    |                    | 5th place          | 5th place |  |
|  |                    |                    |    |                    |                    |           |  |
|  | 2003-08-06 – 09:00 |                    |    |                    |                    |           |  |
|  | Argentina          | 88                 |    |                    |                    |           |  |
|  | Canadá             | 86                 |    |                    |                    |           |  |
|  |                    |                    |    |                    |                    |           |  |
|  |                    |                    |    |                    | 2003-08-07 – 11:00 |           |  |
|  |                    |                    |    |                    | Argentina          | 90        |  |
|  |                    | México             | 95 |                    |                    |           |  |
|  |                    |                    |    |                    |                    |           |  |
|  |                    |                    |    |                    |                    |           |  |
|  |                    |                    |    |                    | 7th place          |           |  |
|  | 2003-08-06 – 11:00 | 2003-08-06 – 11:00 |    | 2003-08-07 – 09:00 | 2003-08-07 – 09:00 |           |  |
|  | México             | 95                 |    | Canadá             | 83                 |           |  |
|  | Uruguai            | 86                 |    |                    | Uruguai            | 52        |  |

|  | Semifinais             | Semifinais             |    |                        | Final                  | Final |  |
|  |                        |                        |    |                        |                        |       |  |
|  | August 6, 2003 – 19:00 |                        |    |                        |                        |       |  |
|  | Brasil                 | 92                     |    |                        |                        |       |  |
|  | Estados Unidos         | 80                     |    |                        |                        |       |  |
|  |                        |                        |    |                        |                        |       |  |
|  |                        |                        |    |                        | August 7, 2003 – 21:00 |       |  |
|  |                        |                        |    |                        | Brasil                 | 89    |  |
|  |                        | República Dominicana   | 62 |                        |                        |       |  |
|  |                        |                        |    |                        |                        |       |  |
|  |                        |                        |    |                        |                        |       |  |
|  |                        |                        |    |                        | Terceiro lugar         |       |  |
|  | August 6, 2003 – 21:00 | August 6, 2003 – 21:00 |    | August 7, 2003 – 19:00 | August 7, 2003 – 19:00 |       |  |
|  | República Dominicana   | 79                     |    | Estados Unidos         | 70                     |       |  |
|  | Porto Rico             | 65                     |    |                        | Porto Rico             | 76    |  |

### Resultado Final
| Ranking | Equipe               | Desempenho | PF : PA   |
| ------- | -------------------- | ---------- | --------- |
|         | Brasil               | 5 – 0      | 452 : 369 |
|         | República Dominicana | 3 – 2      | 380 : 401 |
|         | Porto Rico           | 3 – 2      | 383 : 398 |
| 4.      | Estados Unidos       | 2 – 3      | 389 : 405 |
| 5.      | México               | 2 – 3      | 399 : 436 |
| 6.      | Argentina            | 2 – 3      | 430 : 412 |
| 7.      | Canadá               | 2 – 3      | 436 : 392 |
| 8.      | Uruguai              | 1 – 4      | 366 : 422 |

### Premiação
| Basquetebol nos Jogos Pan-Americanos de 2003 - Torneio Masculino |
| ---------------------------------------------------------------- |
| Brasil Campeão (4º título)                                       |

### Atletas Convocados
| Argentina - Román González - Bruno Labaque - Patricio Prato - Martin Leiva - Paolo Quinteros - Julio Mazzaro - Pablo Prigioni - Matías Pelletieri - Diego Alba - Diego Guaita - Diego Cavaco - Matías Sandes · Técnico: - Fernando Duró | Brasil - Marcelinho Machado - Arnaldinho Filho - Dede Barbosa - Valtinho Silva - Murilo da Rosa - Demétrius Ferraciu - Alex Garcia - Anderson Varejão - Guilherme Giovannoni - Tiago Splitter - André Pereira - Renato Pinto · Técnico: - Lula Ferreira | Canadá - Randy Nohr - Rowan Barrett - Prosper Karangwa - Greg Newton - Shawn Swords - Novell Thomas - Jesse Young - Peter Guarasci - Greg Francis - Andy Kwiatkowski - Juan Mendez - Mike King · Técnico: - Jay Triano | República Dominicana - José Vargas - Franklin Western - Carlos Payano - Carlos Paniagua - Otto Ramírez - Miguel Angel Pichardo - Amaury Filion - Luis Flores - Jack Michael Martínez - Carlos Morban - Jeffrey Greer - Francisco García · Técnico: - Héctor Báez |

| México - Anthony Norwood - Adán Parada - David Meza - Horacio Llamas - Omar López - Ramsés Benítez - Víctor Mariscal - Omar Quintero - Víctor Avila - Enrique Zúñiga - Jorge Rochín - David Crouse · Técnico: - Guillermo Vecchio | Porto Rico - Rick Apodaca - Carlos Arroyo - Larry Ayuso - Sharif Fajardo - Bobby Joe Hatton - Antonio Latimer - Jorge Rivera - Daniel Santiago - Orlando Santiago - Alejandro Carmona - Peter John Ramos - Richie Dalmau Técnico: - Unknown | Estados Unidos - Rickey Paulding - Chris Hill - Ben Gordon - Andre Barrett - Blake Stepp - Luke Jackson - Chuck Hayes - Brandon Mouton - Arthur Johnson - Emeka Okafor - Ike Diogu - Josh Childress · Técnico: - Tom Izzo | Uruguai - Alejandro Pérez - Sebastian Leguizamon - Gaston Paez - Nicolás Mazzarino - Alejandro Muro - Emiliano Taboada - Mauricio Aguiar - Trelonnie Owens - Leandro García - Gustavo Szczygielski - Luis Silveira - Esteban Batista · Técnico: - Unknown |